# 1827 en arts plastiques
| Années des arts plastiques : 1824 - 1825 - 1826 - 1827 - 1828 - 1829 - 1830    |
| Décennies des arts plastiques : 1790 - 1800 - 1810 - 1820 - 1830 - 1840 - 1850 |

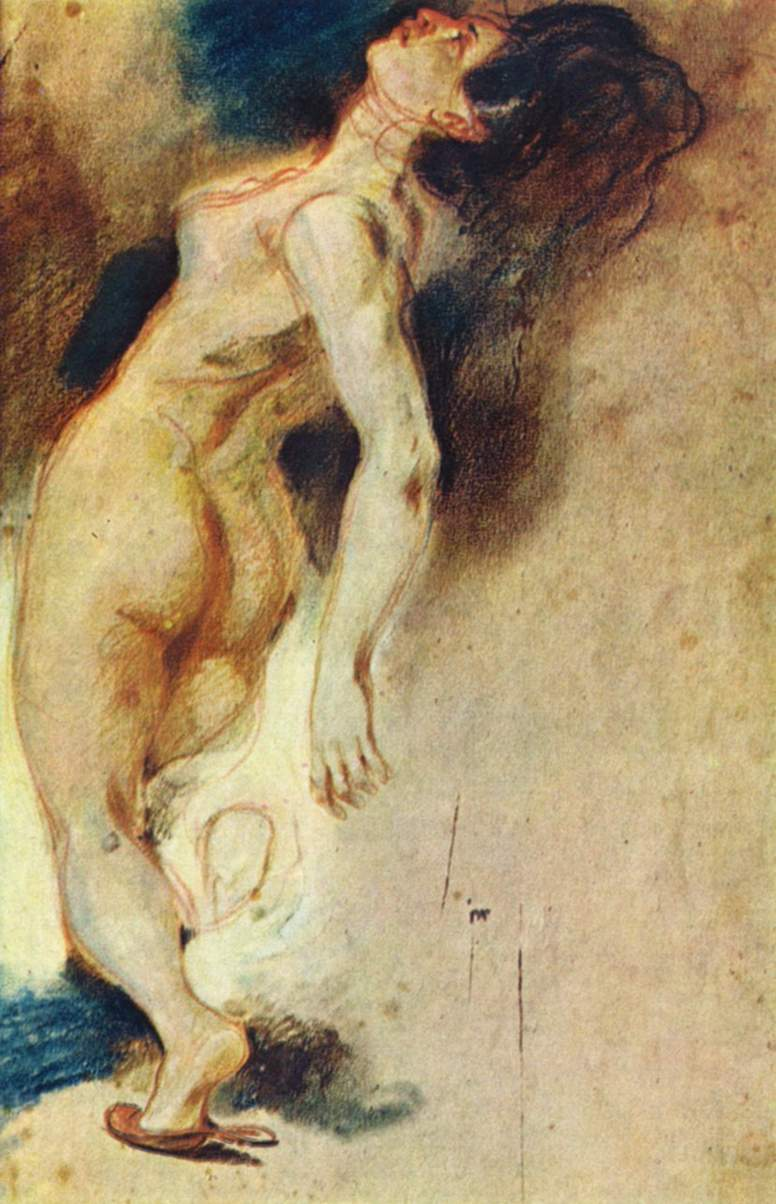
Étude pour La Mort de Sardanapale.

Cette page concerne l'année 1827 en arts plastiques.

## Événements
- 3 mai : Ouverture du Salon de Bruxelles de 1827, septième édition d'une exposition d'œuvres d'artistes vivants.
- 21 mai : Fin du Salon de Bruxelles de 1827

## Œuvres
- Femme caressant un perroquet, huile sur toile d'Eugène Delacroix
- Portrait de Juan Bautista Muguiro, huile sur toile de Francisco de Goya
- Portrait de José Pío de Molina, huile sur toile de Goya
- La Laitière de Bordeaux, huile sur toile de Goya
- La Mort de Sardanapale, huile sur toile d’Eugène Delacroix.

## Naissances
- 13 janvier : Paul Taconnet, peintre et graveur français († 19 août 1908).
- 28 janvier : Alfred Grévin, sculpteur, caricaturiste, dessinateur et créateur de costumes de théâtre français († 5 mai 1892),
- 2 février : Oswald Achenbach, peintre allemand († 1er février 1905),
- 9 février : Luigi Fontana, sculpteur, peintre et architecte italien († 27 décembre 1908),
- 10 février :
  - Adolphe Martial Potémont, peintre, aquafortiste et graveur français († 14 octobre 1883),
  - Martín Tovar y Tovar, peintre vénézuélien († 17 décembre 1902),
- 26 février : Goseda Hōriū, peintre japonais († 1er février 1892),
- 2 mars : Pierre-Paul Cavaillé, peintre français († 25 juin 1877),
- 8 mars : François Sodar, peintre  d’histoire, portraitiste et professeur de dessin d'origine belge († 8 décembre 1899),
- 19 mars : Mișu Popp, peintre roumain († 6 mars 1892),
- 2 avril : William Holman Hunt, peintre britannique († 7 septembre 1910),
- 3 avril : Eugène-Stanislas Oudinot, peintre-verrier français († 22 novembre 1889),
- 5 avril : August Borckmann, peintre allemand († 9 octobre 1890),
- 18 avril : Léon Belly, peintre et orientaliste français († 24 mars 1877),
- 1er mai :
  - Agnes Börjesson, peintre suédoise († 26 janvier 1900),
  - Jules Breton, peintre et poète français († 5 juillet 1906),
- 11 mai : Jean-Baptiste Carpeaux, sculpteur, dessinateur et peintre français († 12 octobre 1875),
- 15 mai : Knud Bergslien, peintre norvégien († 27 novembre 1908),
- 30 mai : Albert Capaul, peintre aquarelliste français († 16 février 1904),
- 13 juin : Henri Arondel, peintre français († 10 avril 1900),
- 20 juin : Vincenzo Cabianca, peintre italien († 22 mars 1902),
- 30 juillet : Jean-Baptiste Arnaud-Durbec, peintre français († 2 février 1910),
- 25 août : Émile van Marcke, peintre et gravreur français († 24 décembre 1890),
- 15 septembre : Georges Washington, peintre orientaliste français († 19 novembre 1901),
- 2 octobre : Stéphane Baron, peintre, aquarelliste et aquafortiste français († 16 mai 1882),
- 28 octobre : Pietro Volpes, peintre italien († 8 mars 1924),
- 17 novembre : Pierre-Honoré Hugrel, peintre français († 18 mai 1899),
- 27 novembre :
  - Maxime Lalanne, peintre, graveur et illustrateur français († 29 juillet 1886),
  - Édouard Moyse, peintre, graveur et illustrateur français († 1er juin 1908),
- 29 novembre : Lev Lagorio, peintre de marines russe († 22 décembre 1905),
- 18 décembre : Melchior Doze, peintre français († avril 1913),
- 25 décembre : Étienne Léopold Trouvelot, peintre, lithographe, astronome et entomologiste amateur français († 22 avril 1895),
- 27 décembre : Achille Dien, peintre et violoniste français († 2 janvier 1904),
- 29 décembre : Eugène Castelnau, peintre français († 2 novembre 1894),
- ? :
  - Rodolfo Morgari, peintre italien († 1909),
  - Ivan Troutnev, peintre russe († 18 février 1912).

## Décès
- 7 février : Giuseppe Velasco, peintre italien (° 16 décembre 1750),
- 22 février : Charles Willson Peale, peintre et naturaliste américain (° 15 avril 1741),
- 28 février : Thomas Holloway, peintre portraitiste et graveur britannique (° 1748),
- 9 mars : Gustaf Erik Hasselgren, peintre suédois (° 15 novembre 1781),
- 21 avril : Thomas Rowlandson, caricaturiste britannique (° 1756),
- 19 mai : Pierre-Antoine Mongin, peintre et graveur français (° février 1761),
- 21 juin : Pierre-André Le Suire, peintre miniaturiste français (° 30 novembre 1742),
- 6 juillet : Jean François Bosio, peintre, dessinateur et graveur français (° 17 juin 1764),
- 12 août : William Blake, poète, peintre et graveur britannique (° 28 novembre 1757),
- 26 septembre : William Capon, peintre britannique (° 6 décembre 1757),
- ? : Matteo Desiderato, peintre italien (° 1750).